# Dinocrocuta
Dinocrocuta es un género extinto de mamíferos carnívoros feliformes similares a hienas. Estuvo distribuido en Europa, Asia y África, durante la época del Mioceno. Poseía fuertes mandíbulas que eran capaces de destrozar huesos.

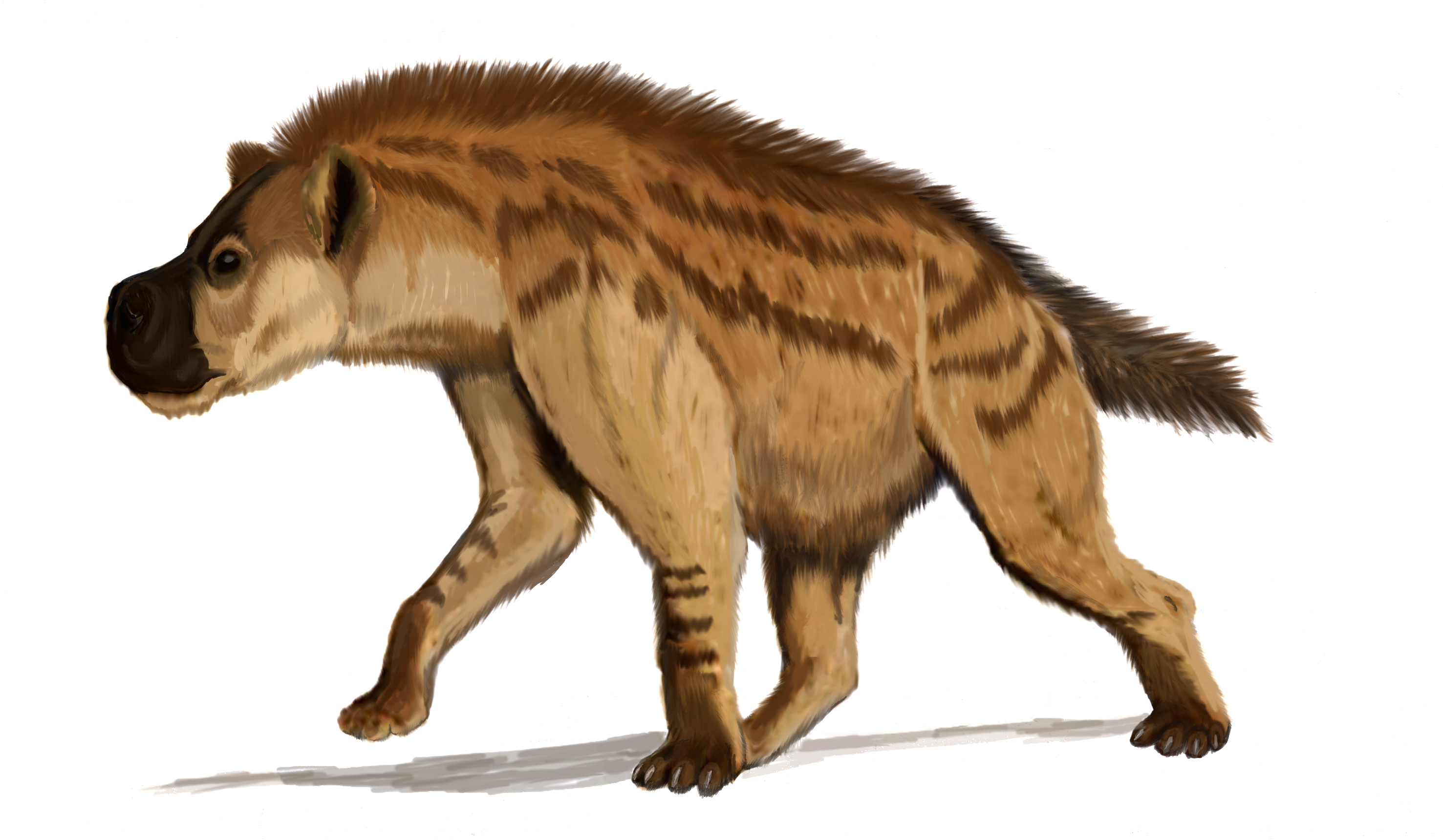
Reconstrucción de D. gigantea

Se estima que llegaría a pesar hasta 300 kilogramos, y era un depredador activo de grandes animales como el rinoceronte Chilotherium